# Gouvernement Baunsgaard
 (août 2023).
Si vous disposez d'ouvrages ou d'articles de référence ou si vous connaissez des sites web de qualité traitant du thème abordé ici, merci de compléter l'article en donnant les références utiles à sa vérifiabilité et en les liant à la section « Notes et références ».
Royaume de Danemark
Jens Otto Krag II Jens Otto Krag III
Le cabinet Hilmar Baunsgaard est le gouvernement du royaume de Danemark en fonction du 2 février 1968 au 11 octobre 1971.

## Historique
Il est dirigé par le Premier ministre Hilmar Baunsgaard, membre du Parti social-libéral danois.
Il succède au cabinet Jens Otto Krag II et est suivi du cabinet Jens Otto Krag III.

## Composition
| Fonction | Titulaire | Titulaire                                | Parti |
| --- | --------- | ---------------------------------------- | ----- |
| Premier ministre |           | Hilmar Baunsgaard                        | RV    |
| Ministre des Affaires étrangères                                                                                     |           | Poul Hartling                            | V     |
| Ministre des Finances                                                                                                |           | Poul Møller (jusqu'au 17 mars 1971)      | KF    |
| Ministre des Finances                                                                                                |           | Erik Ninn-Hansen                         | KF    |
| Ministre de la Pêche et du Groenland                                                                                 |           | A. C. Normann                            | RV    |
| Ministre de la Culture et de la Coopération technique avec les pays en développement et des Questions de désarmement |           | Kristen Helveg Petersen                  | RV    |
| Ministre de l'Intérieur                                                                                              |           | Poul Sørensen (jusqu'au 29 juin 1969)    | KF    |
| Ministre de l'Intérieur                                                                                              |           | H. C. Toft                               | KF    |
| Ministre du Travail                                                                                                  |           | Lauge Dahlgaard                          | RV    |
| Ministre de la Justice                                                                                               |           | Knud Thestrup                            | SD    |
| Ministre du Logement                                                                                                 |           | Aage Hastrup                             | KF    |
| Ministre de l'Éducation                                                                                              |           | Helge Larsen                             | RV    |
| Ministre de la Défense                                                                                               |           | Erik Ninn-Hansen (jusqu'au 17 mars 1971) | KF    |
| Ministre de la Défense                                                                                               |           | Knud Østergaard                          | KF    |
| Ministre de l'Agriculture                                                                                            |           | Peter Larsen (jusqu'au 7 juillet 1970)   | V     |
| Ministre de l'Agriculture                                                                                            |           | Henry Christensen                        | V     |
| Ministre des Affaires sociales                                                                                       |           | Nathalie Lind                            | V     |
| Ministre Affaires ecclésiastiques                                                                                    |           | Arne Fog Pedersen                        | V     |
| Ministre des Travaux publics                                                                                         |           | Ove Guldberg                             | V     |
| Ministre de l'Économie, des Affaires nordiques et du Marché européen                                                 |           | Poul Nyboe Andersen                      | V     |
| Ministre du Commerce, de l'Artisanat et de l'Industrie                                                               |           | Knud Thomsen                             | KF    |